# Спутник (премия, 2017)
21-я церемония вручения наград премии «Спутник», присуждаемых Международной пресс-академией за заслуги в области кинематографа и телевидения за 2016 год состоялась 19 февраля 2017 года в Лос-Анджелесе (Калифорния). Номинанты и лауреаты специальных наград были объявлены 29 ноября 2016 года. Лауреаты в остальных категориях были объявлены 19 декабря 2016.

## Список лауреатов и номинантов
• Победители выделены отдельным цветом. 

### Кинофильмы
Количество номинаций:
- 13: «Ла-Ла Ленд»
- 9: «По соображениям совести»
- 7: «Лунный свет» / «Манчестер у моря» / «Книга джунглей»
- 6: «Скрытые фигуры»
- 5: «Лев» / «Джеки»
- 4: «Капитан Фантастик» / «Ограды» / «Долгая прогулка Билли Линна в перерыве футбольного матча»
- 3: «Лавинг» / «Любой ценой» / «Под покровом ночи» / «Чудо на Гудзоне»
- 2: «Сноуден» / «Флоренс Фостер Дженкинс» / «Она» / «Большой и добрый великан» / «Тролли» / «Улыбающийся человек» / «Союзники» / «Алиса в Зазеркалье» / «Доктор Стрэндж»

| Категории                                                           | Лауреаты и номинанты                                                                         |
| ------------------------------------------------------------------- | -------------------------------------------------------------------------------------------- |
| Лучший фильм                                                        | • Ла-Ла Ленд / La La Land                                                                    |
| Лучший фильм                                                        | • Манчестер у моря / Manchester by the Sea                                                   |
| Лучший фильм                                                        | • Лунный свет / Moonlight                                                                    |
| Лучший фильм                                                        | • Лев / Lion                                                                                 |
| Лучший фильм                                                        | • Джеки / Jackie                                                                             |
| Лучший фильм                                                        | • По соображениям совести / Hacksaw Ridge                                                    |
| Лучший фильм                                                        | • Лавинг / Loving                                                                            |
| Лучший фильм                                                        | • Любой ценой / Hell or High Water                                                           |
| Лучший фильм                                                        | • Под покровом ночи / Nocturnal Animals                                                      |
| Лучший фильм                                                        | • Капитан Фантастик / Captain Fantastic                                                      |
| Лучший фильм                                                        | • Скрытые фигуры / Hidden Figures                                                            |
| Лучший фильм                                                        | • Ограды / Fences                                                                            |
| Лучшая режиссура                                                    | • Кеннет Лонерган — «Манчестер у моря»                                                       |
| Лучшая режиссура                                                    | • Барри Дженкинс — «Лунный свет»                                                             |
| Лучшая режиссура                                                    | • Мел Гибсон — «По соображениям совести»                                                     |
| Лучшая режиссура                                                    | • Дэмьен Шазелл — «Ла-Ла Ленд»                                                               |
| Лучшая режиссура                                                    | • Том Форд — «Под покровом ночи»                                                             |
| Лучшая режиссура                                                    | • Пабло Ларраин — «Джеки»                                                                    |
| Лучшая режиссура                                                    | • Дензел Вашингтон — «Ограды»                                                                |
| Лучший актёр                                                        | • Вигго Мортенсен — «Капитан Фантастик» (за роль Бена Кэша)                                  |
| Лучший актёр                                                        | • Эндрю Гарфилд — «По соображениям совести» (за роль Десмонда Досса)                         |
| Лучший актёр                                                        | • Кейси Аффлек — «Манчестер у моря» (за роль Ли Чандлера)                                    |
| Лучший актёр                                                        | • Райан Гослинг — «Ла-Ла Ленд» (за роль Себастьяна)                                          |
| Лучший актёр                                                        | • Джозеф Гордон-Левитт — «Сноуден» (за роль Эдварда Сноудена)                                |
| Лучший актёр                                                        | • Джоэл Эдгертон — «Лавинг» (за роль Ричарда Лавинга)                                        |
| Лучший актёр                                                        | • Том Хэнкс — «Чудо на Гудзоне» (за роль Чесли «Салли» Салленбергера)                        |
| Лучший актёр                                                        | • Дензел Вашингтон — «Ограды» (за роль Троя Максона)                                         |
| Лучшая актриса                                                      | • Рут Негга — «Лавинг» (за роль Милдред Лавинг)                                              |
| Лучшая актриса                                                      | • Изабель Юппер — «Она» (за роль Мишель Леблан)                                              |
| Лучшая актриса                                                      | • Аннетт Бенинг — «Женщины XX века» (за роль Доротеи)                                        |
| Лучшая актриса                                                      | • Эмма Стоун — «Ла-Ла Ленд» (за роль Мии Долан)                                              |
| Лучшая актриса                                                      | • Натали Портман — «Джеки» (за роль Джеки Кеннеди)                                           |
| Лучшая актриса                                                      | • Тараджи П. Хенсон — «Скрытые фигуры» (за роль Кэтрин Джонсон)                              |
| Лучшая актриса                                                      | • Мерил Стрип — «Флоренс Фостер Дженкинс» (за роль Флоренс Фостер Дженкинс)                  |
| Лучшая актриса                                                      | • Эми Адамс — «Под покровом ночи» (за роль Сьюзан Морроу)                                    |
| Лучший актёр второго плана                                          | • Джефф Бриджес — «Любой ценой» (за роль Маркуса Гамильтона)                                 |
| Лучший актёр второго плана                                          | • Махершала Али — «Лунный свет» (за роль Хуана)                                              |
| Лучший актёр второго плана                                          | • Дев Патель — «Лев» (за роль Сару Брайерли)                                                 |
| Лучший актёр второго плана                                          | • Лукас Хеджес — «Манчестер у моря» (за роль Патрика Чандлера)                               |
| Лучший актёр второго плана                                          | • Эдди Мерфи — «Мистер Чёрч» (за роль Генри Чёрча)                                           |
| Лучший актёр второго плана                                          | • Хью Грант — «Флоренс Фостер Дженкинс» (за роль Сент-Клэра Бэйфилда)                        |
| Лучшая актриса второго плана                                        | • Наоми Харрис — «Лунный свет» (за роль Паулы)                                               |
| Лучшая актриса второго плана                                        | • Хелен Миррен — «Всевидящее око» (за роль полковника Кэтрин Пауэлл)                         |
| Лучшая актриса второго плана                                        | • Мишель Уильямс — «Манчестер у моря» (за роль Рэнди Чандлер)                                |
| Лучшая актриса второго плана                                        | • Николь Кидман — «Лев» (за роль Сью Брайерли)                                               |
| Лучшая актриса второго плана                                        | • Октавия Спенсер — «Скрытые фигуры» (за роль Дороти Воан)                                   |
| Лучшая актриса второго плана                                        | • Виола Дэвис — «Ограды» (за роль Роуз Максон)                                               |
| Лучший оригинальный сценарий                                        | • Барри Дженкинс — «Лунный свет»                                                             |
| Лучший оригинальный сценарий                                        | • Дэмьен Шазелл — «Ла-Ла Ленд»                                                               |
| Лучший оригинальный сценарий                                        | • Кеннет Лонерган — «Манчестер у моря»                                                       |
| Лучший оригинальный сценарий                                        | • Тейлор Шеридан — «Любой ценой»                                                             |
| Лучший оригинальный сценарий                                        | • Мэтт Росс — «Капитан Фантастик»                                                            |
| Лучший оригинальный сценарий                                        | • Йоргос Лантимос, Эфтимис Филиппу — «Лобстер»                                               |
| Лучший адаптированный сценарий                                      | • Киран Фицджералд, Оливер Стоун — «Сноуден»                                                 |
| Лучший адаптированный сценарий                                      | • Эндрю Найт, Роберт Шенккан — «По соображениям совести»                                     |
| Лучший адаптированный сценарий                                      | • Люк Дейвис — «Лев»                                                                         |
| Лучший адаптированный сценарий                                      | • Джастин Маркс — «Книга джунглей»                                                           |
| Лучший адаптированный сценарий                                      | • Эллисон Шредер — «Скрытые фигуры»                                                          |
| Лучший адаптированный сценарий                                      | • Тодд Комарники — «Чудо на Гудзоне»                                                         |
| Лучшая музыка к фильму                                              | • Джастин Гурвиц — «Ла-Ла Ленд»                                                              |
| Лучшая музыка к фильму                                              | • Руперт Грегсон-Уильямс — «По соображениям совести»                                         |
| Лучшая музыка к фильму                                              | • Лесли Барбер — «Манчестер у моря»                                                          |
| Лучшая музыка к фильму                                              | • Джон Уильямс — «Большой и добрый великан»                                                  |
| Лучшая музыка к фильму                                              | • Джон Дебни — «Книга джунглей»                                                              |
| Лучшая музыка к фильму                                              | • Ханс Циммер, Фаррелл Уильямс, Бенджамин Уоллфиш — «Скрытые фигуры»                         |
| Лучшая песня                                                        | • City of Stars — «Ла-Ла Ленд»                                                               |
| Лучшая песня                                                        | • Audition — «Ла-Ла Ленд»                                                                    |
| Лучшая песня                                                        | • Dancing With Your Shadow — «По»                                                            |
| Лучшая песня                                                        | • Can’t Stop the Feeling! — «Тролли»                                                         |
| Лучшая песня                                                        | • I’m Still Here — «Мисс Шэрон Джонс!» (англ.)                                               |
| Лучшая песня                                                        | • Running — «Скрытые фигуры»                                                                 |
| Лучший монтаж                                                       | • Джон Гилберт — «По соображениям совести»                                                   |
| Лучший монтаж                                                       | • Том Кросс — «Ла-Ла Ленд»                                                                   |
| Лучший монтаж                                                       | • Джои МакМиллон, Нат Сандерс — «Лунный свет»                                                |
| Лучший монтаж                                                       | • Тим Скуайрес — «Долгая прогулка Билли Линна в перерыве футбольного матча»                  |
| Лучший монтаж                                                       | • Александр де Франчески — «Лев»                                                             |
| Лучший монтаж                                                       | • Стивен Розенблюм — «Рождение нации»                                                        |
| Лучшая операторская работа                                          | • Билл Поуп — «Книга джунглей»                                                               |
| Лучшая операторская работа                                          | • Джон Толл — «Долгая прогулка Билли Линна в перерыве футбольного матча»                     |
| Лучшая операторская работа                                          | • Линус Сандгрен — «Ла-Ла Ленд»                                                              |
| Лучшая операторская работа                                          | • Джеймс Лэкстон — «Лунный свет»                                                             |
| Лучшая операторская работа                                          | • Саймон Дагган — «По соображениям совести»                                                  |
| Лучшая операторская работа                                          | • Яни-Петтери Пасси — «Улыбающийся человек»                                                  |
| Лучшая работа художника (Art Direction and Production Design)       | • Дэвид Уоско — «Ла-Ла Ленд»                                                                 |
| Лучшая работа художника (Art Direction and Production Design)       | • Бэрри Робисон — «По соображениям совести»                                                  |
| Лучшая работа художника (Art Direction and Production Design)       | • Жан Рабасс — «Джеки»                                                                       |
| Лучшая работа художника (Art Direction and Production Design)       | • Кристоф Гласс — «Книга джунглей»                                                           |
| Лучшая работа художника (Art Direction and Production Design)       | • Гари Фриман — «Союзники»                                                                   |
| Лучшая работа художника (Art Direction and Production Design)       | • Дэн Хенна — «Алиса в Зазеркалье»                                                           |
| Лучший дизайн костюмов                                              | • Мадлин Фонтен — «Джеки»                                                                    |
| Лучший дизайн костюмов                                              | • Коллин Этвуд — «Алиса в Зазеркалье»                                                        |
| Лучший дизайн костюмов                                              | • Eimer Ní Mhaoldomhnaigh — «Любовь и дружба»                                                |
| Лучший дизайн костюмов                                              | • Кортни Хоффман — «Капитан Фантастик»                                                       |
| Лучший дизайн костюмов                                              | • Мэри Зофрис — «Ла-Ла Ленд»                                                                 |
| Лучший дизайн костюмов                                              | • Александра Бирн — «Доктор Стрэндж»                                                         |
| Лучший звук (монтаж и микс) Sound (Editing and Mixing)              | • Питер Грейс, Роберт Маккензи, Кевин О’Коннелл, Энди Райт — «По соображениям совести»       |
| Лучший звук (монтаж и микс) Sound (Editing and Mixing)              | • «Ла-Ла Ленд»                                                                               |
| Лучший звук (монтаж и микс) Sound (Editing and Mixing)              | • «Долгая прогулка Билли Линна в перерыве футбольного матча»                                 |
| Лучший звук (монтаж и микс) Sound (Editing and Mixing)              | • «Книга джунглей»                                                                           |
| Лучший звук (монтаж и микс) Sound (Editing and Mixing)              | • «Союзники»                                                                                 |
| Лучший звук (монтаж и микс) Sound (Editing and Mixing)              | • «13 часов: Тайные солдаты Бенгази»                                                         |
| Лучшие визуальные эффекты                                           | • Роберт Легато, Эндрю Р. Джонс, Дэн Леммон, Адам Валдез — «Книга джунглей»                  |
| Лучшие визуальные эффекты                                           | • «Долгая прогулка Билли Линна в перерыве футбольного матча»                                 |
| Лучшие визуальные эффекты                                           | • «Доктор Стрэндж»                                                                           |
| Лучшие визуальные эффекты                                           | • «Большой и добрый великан»                                                                 |
| Лучшие визуальные эффекты                                           | • «Чудо на Гудзоне»                                                                          |
| Лучшие визуальные эффекты                                           | • «Дэдпул»                                                                                   |
| Лучший документальный фильм                                         | • Тринадцатая / 13TH                                                                         |
| Лучший документальный фильм                                         | • Глисон / Gleason                                                                           |
| Лучший документальный фильм                                         | • Анимированная жизнь / Life, Animated                                                       |
| Лучший документальный фильм                                         | • О. Джей: Сделано в Америке / O.J.: Made in America                                         |
| Лучший документальный фильм                                         | • Игра цвета слоновой кости / The Ivory Game                                                 |
| Лучший документальный фильм                                         | • Охотница с орлом / The Eagle Huntress                                                      |
| Лучший документальный фильм                                         | • Башня / Tower                                                                              |
| Лучший документальный фильм                                         | • Море в огне / Fuocoammare                                                                  |
| Лучший документальный фильм                                         | • Уязвимость нулевых дней / Zero Days                                                        |
| Лучший документальный фильм                                         | • The Beatles: Eight Days a Week — The Touring Years                                         |
| Лучший анимационный фильм (Motion Picture, Animated or Mixed Media) | • Жизнь Кабачка / Ma vie de Courgette                                                        |
| Лучший анимационный фильм (Motion Picture, Animated or Mixed Media) | • Зверополис / Zootopia                                                                      |
| Лучший анимационный фильм (Motion Picture, Animated or Mixed Media) | • Кубо. Легенда о самурае / Kubo and the Two Strings                                         |
| Лучший анимационный фильм (Motion Picture, Animated or Mixed Media) | • Моана / Moana                                                                              |
| Лучший анимационный фильм (Motion Picture, Animated or Mixed Media) | • В поисках Дори / Finding Dory                                                              |
| Лучший анимационный фильм (Motion Picture, Animated or Mixed Media) | • Книга джунглей / The Jungle Book                                                           |
| Лучший анимационный фильм (Motion Picture, Animated or Mixed Media) | • Красная черепаха / La Tortue rouge                                                         |
| Лучший анимационный фильм (Motion Picture, Animated or Mixed Media) | • Мисс Хокусай / Sarusuberi: Miss Hokusai                                                    |
| Лучший анимационный фильм (Motion Picture, Animated or Mixed Media) | • Тролли / Trolls                                                                            |
| Лучший анимационный фильм (Motion Picture, Animated or Mixed Media) | • Твоё имя / 君の名は。(Kimi no na wa.)                                                      |
| Лучший иностранный фильм (Motion Picture, International Film)       | • Коммивояжёр / فروشنده (Forushande) (Иран)                                                  |
| Лучший иностранный фильм (Motion Picture, International Film)       | • Улыбающийся человек / Самый счастливый день в жизни Олли Мяки / Hymyilevä mies (Финляндия) |
| Лучший иностранный фильм (Motion Picture, International Film)       | • Тони Эрдманн / Toni Erdmann (Германия)                                                     |
| Лучший иностранный фильм (Motion Picture, International Film)       | • Джульетта / Julieta (Испания)                                                              |
| Лучший иностранный фильм (Motion Picture, International Film)       | • Вторая жизнь Уве / En man som heter Ove (Швеция)                                           |
| Лучший иностранный фильм (Motion Picture, International Film)       | • Арденны / D’Ardennen (Бельгия)                                                             |
| Лучший иностранный фильм (Motion Picture, International Film)       | • Мама Роза / Ma' Rosa (Филиппины)                                                           |
| Лучший иностранный фильм (Motion Picture, International Film)       | • Служанка / 아가씨 (Agasshi) (Южная Корея)                                                  |
| Лучший иностранный фильм (Motion Picture, International Film)       | • Она / Elle (Франция)                                                                       |
| Лучший иностранный фильм (Motion Picture, International Film)       | • Рай (Россия)                                                                               |

### Телевизионные категории
Количество номинаций:
- 4: «Лучше звоните Солу» / «Любовники» / «Народ против О. Джея Симпсона: Американская история преступлений»
- 3: «Американцы» / «Костюмер» / «До самого конца» / «Слушание» / «Ночной администратор»
- 2: «Американское преступление» / «Корона» / «Мистер Робот» / «Несгибаемая Кимми Шмидт» / «Бруклин 9-9» / «Оранжевый — хит сезона» / «Кремниевая долина» / «Lady Day at Emerson's Bar and Grill» / «Игра престолов» / «Мир Дикого запада» / «Очень странные дела» / «Тёмное дитя» / «Катастрофа» / «Черноватый»

| Категории                                                               | Лауреаты и номинанты                                                                                                   |
| ----------------------------------------------------------------------- | --- |
| Лучший телевизионный сериал (драма)                                     | • Корона / The Crown                                                                                                   |
| Лучший телевизионный сериал (драма)                                     | • Американское преступление / American Crime                                                                           |
| Лучший телевизионный сериал (драма)                                     | • Крах / The Fall |
| Лучший телевизионный сериал (драма)                                     | • Лучше звоните Солу / Better Call Saul                                                                                |
| Лучший телевизионный сериал (драма)                                     | • Мистер Робот / Mr. Robot                                                                                             |
| Лучший телевизионный сериал (драма)                                     | • Американцы / The Americans                                                                                           |
| Лучший телевизионный сериал (драма)                                     | • Любовники / The Affair                                                                                               |
| Лучший телевизионный сериал (драма)                                     | • Полдарк / Poldark |
| Лучший телевизионный сериал (комедия или мюзикл)                        | • Кремниевая долина / Silicon Valley                                                                                   |
| Лучший телевизионный сериал (комедия или мюзикл)                        | • Вице-президент / Veep                                                                                                |
| Лучший телевизионный сериал (комедия или мюзикл)                        | • Несгибаемая Кимми Шмидт / Unbreakable Kimmy Schmidt                                                                  |
| Лучший телевизионный сериал (комедия или мюзикл)                        | • Бруклин 9-9 / Brooklyn Nine-Nine                                                                                     |
| Лучший телевизионный сериал (комедия или мюзикл)                        | • Оранжевый — хит сезона / Orange Is the New Black                                                                     |
| Лучший телевизионный сериал (комедия или мюзикл)                        | • Взрывная штучка / Lady Dynamite                                                                                      |
| Лучший телевизионный сериал (комедия или мюзикл)                        | • Любовь / Love |
| Лучший мини-сериал или телефильм                                        | • Народ против О. Джея Симпсона: Американская история преступлений / The People v. O. J. Simpson: American Crime Story |
| Лучший мини-сериал или телефильм                                        | • Леди Дэй в гриль-баре Эмерсона / Lady Day at Emerson’s Bar and Grill                                                 |
| Лучший мини-сериал или телефильм                                        | • И никого не стало / And Then There Were None                                                                         |
| Лучший мини-сериал или телефильм                                        | • Костюмер / The Dresser                                                                                               |
| Лучший мини-сериал или телефильм                                        | • До самого конца / All the Way                                                                                        |
| Лучший мини-сериал или телефильм                                        | • Секрет Черчилля / Churchill’s Secret                                                                                 |
| Лучший мини-сериал или телефильм                                        | • Слушание / Confirmation                                                                                              |
| Лучший мини-сериал или телефильм                                        | • Однажды ночью / The Night Of                                                                                         |
| Лучший мини-сериал или телефильм                                        | • Близко к врагу / Close to the Enemy                                                                                  |
| Лучший жанровый сериал (Best Genre Series)                              | • Чужестранка / Outlander                                                                                              |
| Лучший жанровый сериал (Best Genre Series)                              | • Игра престолов / Game Of Thrones                                                                                     |
| Лучший жанровый сериал (Best Genre Series)                              | • Ходячие мертвецы / The Walking Dead                                                                                  |
| Лучший жанровый сериал (Best Genre Series)                              | • Мир Дикого запада / Westworld                                                                                        |
| Лучший жанровый сериал (Best Genre Series)                              | • Человек в высоком замке / The Man in the High Castle                                                                 |
| Лучший жанровый сериал (Best Genre Series)                              | • Очень странные дела / Stranger Things                                                                                |
| Лучший жанровый сериал (Best Genre Series)                              | • Тёмное дитя / Orphan Black                                                                                           |
| Лучший жанровый сериал (Best Genre Series)                              | • Чёрное зеркало / Black Mirror                                                                                        |
| Лучший актёр в драматическом или жанровом телесериале                   | • Доминик Уэст — «Любовники» (за роль Ноя Соллоуэя)                                                                    |
| Лучший актёр в драматическом или жанровом телесериале                   | • Боб Оденкерк — «Лучше звоните Солу» (за роль Сола Гудмана / Джимми Макгилла)                                         |
| Лучший актёр в драматическом или жанровом телесериале                   | • Рами Малек — «Мистер Робот» (за роль Эллиота Алдерсона)                                                              |
| Лучший актёр в драматическом или жанровом телесериале                   | • Лев Шрайбер — «Рэй Донован» (за роль Рэймонда «Рэя» Донована)                                                        |
| Лучший актёр в драматическом или жанровом телесериале                   | • Мэттью Риз — «Американцы» (за роль Филипа Дженнингса)                                                                |
| Лучший актёр в драматическом или жанровом телесериале                   | • Билли Боб Торнтон — «Голиаф» (за роль Билли Макбрайда)                                                               |
| Лучшая актриса в драматическом или жанровом телесериале                 | • Эван Рэйчел Вуд — «Мир Дикого запада» (за роль Долорес Абернати)                                                     |
| Лучшая актриса в драматическом или жанровом телесериале                 | • Рут Уилсон — «Любовники» (за роль Элисон Бейли)                                                                      |
| Лучшая актриса в драматическом или жанровом телесериале                 | • Татьяна Маслани — «Тёмное дитя» (за роль Сары Мэннинг и её клонов)                                                   |
| Лучшая актриса в драматическом или жанровом телесериале                 | • Сара Ланкашир — «Счастливая долина» (англ.) (за роль сержанта Кэтрин Кэйвуд)                                         |
| Лучшая актриса в драматическом или жанровом телесериале                 | • Фелисити Хаффман — «Американское преступление» (за роль Лесли Грэм)                                                  |
| Лучшая актриса в драматическом или жанровом телесериале                 | • Вайнона Райдер — «Очень странные дела» (за роль Джойс Байерс)                                                        |
| Лучший актёр в телесериале (комедия или мюзикл)                         | • Уильям Х. Мэйси — «Бесстыдники» (за роль Фрэнка Галлагера)                                                           |
| Лучший актёр в телесериале (комедия или мюзикл)                         | • Джеффри Тэмбор — «Очевидное» (за роль Морта/Мауры Пфефферман(а))                                                     |
| Лучший актёр в телесериале (комедия или мюзикл)                         | • Роб Делани — «Катастрофа» (за роль Роба Норриса)                                                                     |
| Лучший актёр в телесериале (комедия или мюзикл)                         | • Томас Миддлдитч — «Кремниевая долина» (за роль Ричарда Хендрикса)                                                    |
| Лучший актёр в телесериале (комедия или мюзикл)                         | • Уилл Форте — «Последний человек на Земле» (за роль Фила Миллера)                                                     |
| Лучший актёр в телесериале (комедия или мюзикл)                         | • Энтони Андерсон — «Черноватый» (за роль Андре «Дре» Джонсона)                                                        |
| Лучшая актриса в телесериале (комедия или мюзикл)                       | • Тейлор Шиллинг — «Оранжевый — хит сезона» (за роль Пайпер Чепман)                                                    |
| Лучшая актриса в телесериале (комедия или мюзикл)                       | • Шэрон Хорган — «Катастрофа» (за роль Шэрон Моррис)                                                                   |
| Лучшая актриса в телесериале (комедия или мюзикл)                       | • Памела Эдлон — «Всё к лучшему» (за роль Сэм Фокс)                                                                    |
| Лучшая актриса в телесериале (комедия или мюзикл)                       | • Элли Кемпер — «Несгибаемая Кимми Шмидт» (за роль Кимберли «Кимми» Шмидт)                                             |
| Лучшая актриса в телесериале (комедия или мюзикл)                       | • Трейси Эллис Росс — «Черноватый» (за роль Рейнбоу Джонсон)                                                           |
| Лучший актёр в мини-сериале или телефильме                              | • Брайан Крэнстон — «До самого конца» (за роль Линдона Джонсона)                                                       |
| Лучший актёр в мини-сериале или телефильме                              | • Энтони Хопкинс — «Костюмер» (за роль «Сэра»)                                                                         |
| Лучший актёр в мини-сериале или телефильме                              | • Кортни Б. Вэнс — «Народ против О. Джея Симпсона: Американская история преступлений» (за роль Джонни Кокрана)         |
| Лучший актёр в мини-сериале или телефильме                              | • Кьюба Гудинг мл. — «Народ против О. Джея Симпсона: Американская история преступлений» (за роль О. Джея Симпсона)     |
| Лучший актёр в мини-сериале или телефильме                              | • Том Хиддлстон — «Ночной администратор» (за роль Джонатана Пайна)                                                     |
| Лучший актёр в мини-сериале или телефильме                              | • Уэнделл Пирс — «Слушание» (за роль Кларенса Томаса)                                                                  |
| Лучшая актриса в мини-сериале или телефильме                            | • Сара Полсон — «Народ против О. Джея Симпсона: Американская история преступлений» (за роль Марши Кларк)               |
| Лучшая актриса в мини-сериале или телефильме                            | • Одра Макдональд — «Леди Дэй в гриль-баре Эмерсона» (за роль Билли Холидей)                                           |
| Лучшая актриса в мини-сериале или телефильме                            | • Эмили Уотсон — «Костюмер» (за роль «Её светлости»)                                                                   |
| Лучшая актриса в мини-сериале или телефильме                            | • Керри Вашингтон — «Слушание» (за роль Аниты Хилл)                                                                    |
| Лучшая актриса в мини-сериале или телефильме                            | • Мелисса Лео — «До самого конца» (за роль Леди Бёрд Джонсон)                                                          |
| Лучшая актриса в мини-сериале или телефильме                            | • Лили Джеймс — «Война и мир» (за роль Наташи Ростовой)                                                                |
| Лучший актёр второго плана в телесериале, мини-сериале или телефильме   | • Бен Мендельсон — «Родословная» (за роль Денни Рейбёрна)                                                              |
| Лучший актёр второго плана в телесериале, мини-сериале или телефильме   | • Хью Лори — «Ночной администратор» (за роль Ричарда Онслоу Ропера)                                                    |
| Лучший актёр второго плана в телесериале, мини-сериале или телефильме   | • Джонатан Бэнкс — «Лучше звоните Солу» (за роль Майка Эрмантраута)                                                    |
| Лучший актёр второго плана в телесериале, мини-сериале или телефильме   | • Майкл Келли — «Карточный домик» (за роль Дугласа «Дага» Стампера)                                                    |
| Лучший актёр второго плана в телесериале, мини-сериале или телефильме   | • Андре Брауэр — «Бруклин 9-9» (за роль капитана Рэя Холта)                                                            |
| Лучший актёр второго плана в телесериале, мини-сериале или телефильме   | • Джаред Харрис — «Корона» (за роль короля Георга VI)                                                                  |
| Лучшая актриса второго плана в телесериале, мини-сериале или телефильме | • Оливия Колман — «Ночной администратор» (за роль Анджелы Бёрр)                                                        |
| Лучшая актриса второго плана в телесериале, мини-сериале или телефильме | • Риа Сихорн — «Лучше звоните Солу» (за роль Ким Векслер)                                                              |
| Лучшая актриса второго плана в телесериале, мини-сериале или телефильме | • Мэгги Сифф — «Миллиарды» (за роль Венди Роадс)                                                                       |
| Лучшая актриса второго плана в телесериале, мини-сериале или телефильме | • Мора Тирни — «Любовники» (за роль Хелен Соллоуэй)                                                                    |
| Лучшая актриса второго плана в телесериале, мини-сериале или телефильме | • Лина Хиди — «Игра престолов» (за роль Серсеи Ланнистер)                                                              |
| Лучшая актриса второго плана в телесериале, мини-сериале или телефильме | • Элисон Райт — «Американцы» (за роль Марты Хансон)                                                                    |

### New Media
| Категории                         | Лауреаты и номинанты                                                                   |
| --------------------------------- | -------------------------------------------------------------------------------------- |
| Outstanding Blu-Ray               | • Чужестранка / Outlander                                                              |
| Outstanding Blu-Ray               | • Стартрек: Бесконечность / Star Trek Beyond                                           |
| Outstanding Blu-Ray               | • Звёздные войны: Пробуждение силы / Star Wars: Episode VII The Force Awakens          |
| Outstanding Blu-Ray               | • Дэдпул / Deadpool                                                                    |
| Outstanding Blu-Ray               | • Бэтмен против Супермена: На заре справедливости / Batman v Superman: Dawn of Justice |
| Youth Blu-Ray                     | • Зверополис / Zootopia                                                                |
| Youth Blu-Ray                     | • Тролли / Trolls                                                                      |
| Youth Blu-Ray                     | • В поисках Дори / Finding Dory                                                        |
| Youth Blu-Ray                     | • Большой и добрый великан / The BFG                                                   |
| Youth Blu-Ray                     | • Тайная жизнь домашних животных / The Secret Life of Pets                             |
| Sports/Racing Game                | • NHL 17                                                                               |
| Sports/Racing Game                | • FIFA 17                                                                              |
| Sports/Racing Game                | • MLB The Show 16                                                                      |
| Sports/Racing Game                | • Pro Evolution Soccer 2017                                                            |
| Sports/Racing Game                | • Mario & Sonic at the Rio 2016 Olympic Games                                          |
| Outstanding Action/Adventure Game | • Dark Souls III                                                                       |
| Outstanding Action/Adventure Game | • Battlefield 1                                                                        |
| Outstanding Action/Adventure Game | • Dishonored 2                                                                         |
| Outstanding Action/Adventure Game | • Overwatch                                                                            |
| Outstanding Action/Adventure Game | • Titanfall 2                                                                          |
| Mobile Game                       | • Mini Metro                                                                           |
| Mobile Game                       | • FIFA Mobile                                                                          |
| Mobile Game                       | • The Banner Saga 2                                                                    |
| Mobile Game                       | • Retsnom                                                                              |
| Mobile Game                       | • Komrad                                                                               |

## Специальные награды
| Награда                                                                | Лауреаты                                          |
| ---------------------------------------------------------------------- | ------------------------------------------------- |
| Награда имени Мэри Пикфорд (Mary Pickford Award)                       | • Эдвард Джеймс Олмос                             |
| Награда имени Николы Теслы (Nikola Tesla Award)                        | • Джон Толл                                       |
| Auteur Award                                                           | • Том Форд                                        |
| Humanitarian Award                                                     | • Патрик Стюарт                                   |
| Лучший первый полнометражный фильм (Best First Feature)                | • Русудан Глурджидзе за фильм «Чужой дом» (англ.) |
| Лучший актёрский ансамбль в кинофильме (Best Ensemble, Motion Picture) | • актёрский ансамбль фильма «Скрытые фигуры»      |
| Лучший актёрский ансамбль в телесериале (Best Ensemble: Television)    | • актёрский ансамбль телесериала «Чужестранка»    |